# Chiesa di Maria Mater Misericordiae
La chiesa di Maria Mater Misericordiae è un luogo di culto cattolico che si trova in via Villani a Firenze. L'ex-convento annesso, oggi sede di laboratori artigiani, viene chiamato il Conventino, con accesso da via Giano della Bella. Condivide tale nome con un altro complesso non molto distante, l'ex-convento di San Francesco di Sales in piazza Tasso, sede della Facoltà teologica dell'Italia centrale.

## Storia e descrizione
Fu edificata in stile neogotico tra il 1893 e il 1896 per le Carmelitane Scalze e dedicato a santa Teresa d'Avila. Durante la prima guerra mondiale il convento fu requisito e trasformato in ospedale militare, e fu poi abbandonato per alcuni anni, finché nel 1920 non se ne interessò la Società artistica Gusmano Vignali, che lo acquistò cedendolo, un anno dopo, a Paolo Uzielli. Vi furono realizzati alcuni laboratori artigiani, e all'epoca della dittatura fascista ospitò anche una tipografia clandestina. Durante la seconda guerra mondiale fu una base segreta dei partigiani, dando rifugio, tra gli altri, a Sandro Pertini.
I locali più vicini alla chiesa divennero poi la casa di riposo delle Figlie di Nostra Signora della Misericordia di Savona, mentre la chiesa divenne un oratorio della parrocchia di San Francesco di Paola.
Il complesso del "conventino" invece fu oggetto di un completo restauro terminato nel 2009, e nuovamente rilanciato nel 2019, come sede di "Officina Creativa Artex", che affitta i laboratori ad artisti e artigiani, e gestisce una bar e una piccola biblioteca (circa 3500 metri quadrati). Ospita inoltre un limitato numero di alloggi per il mantenimento della residenza a ridosso del centro storico: sei piccoli appartamenti per un totale di 260 metri quadrati.

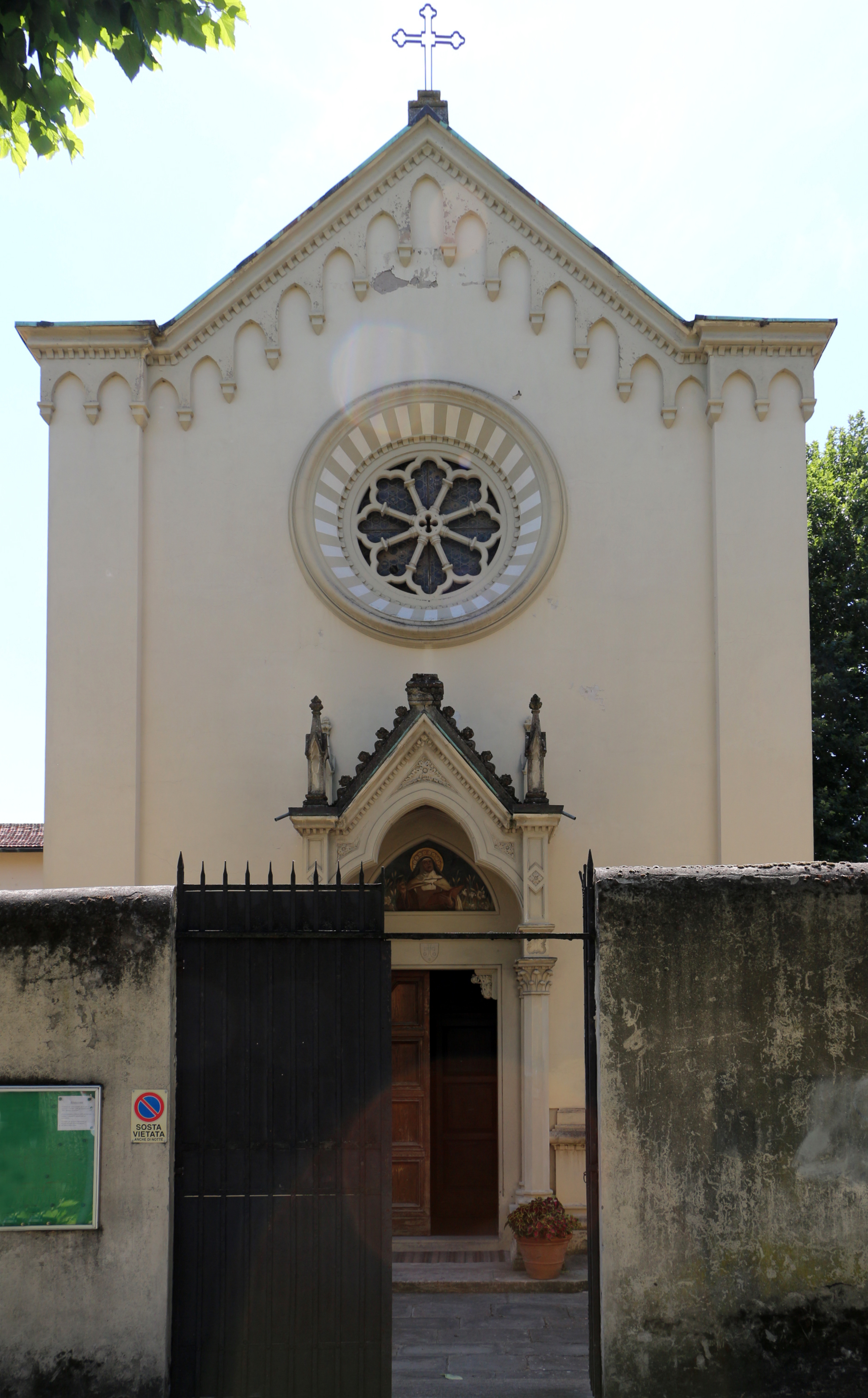
Facciata
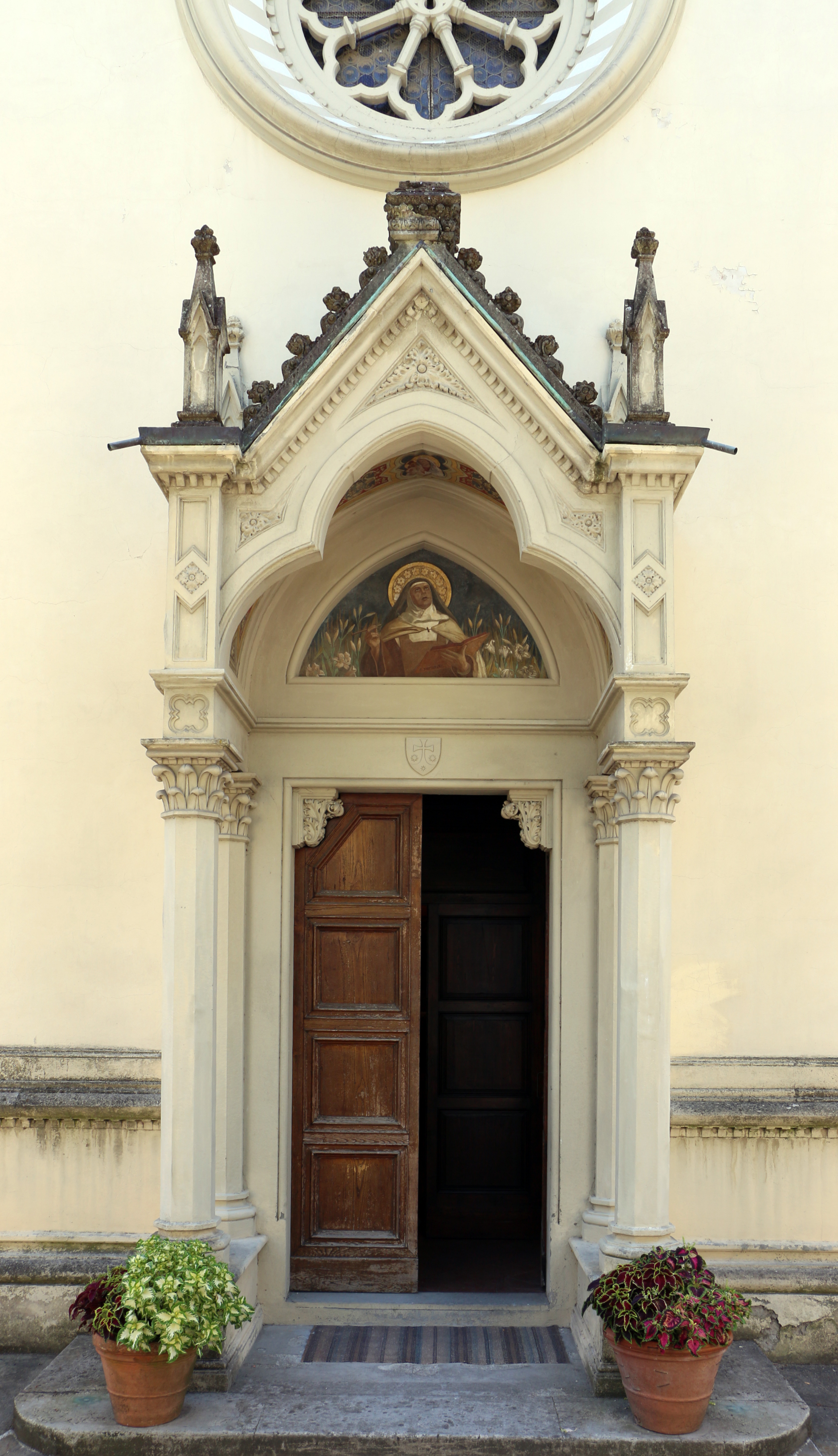
Portale
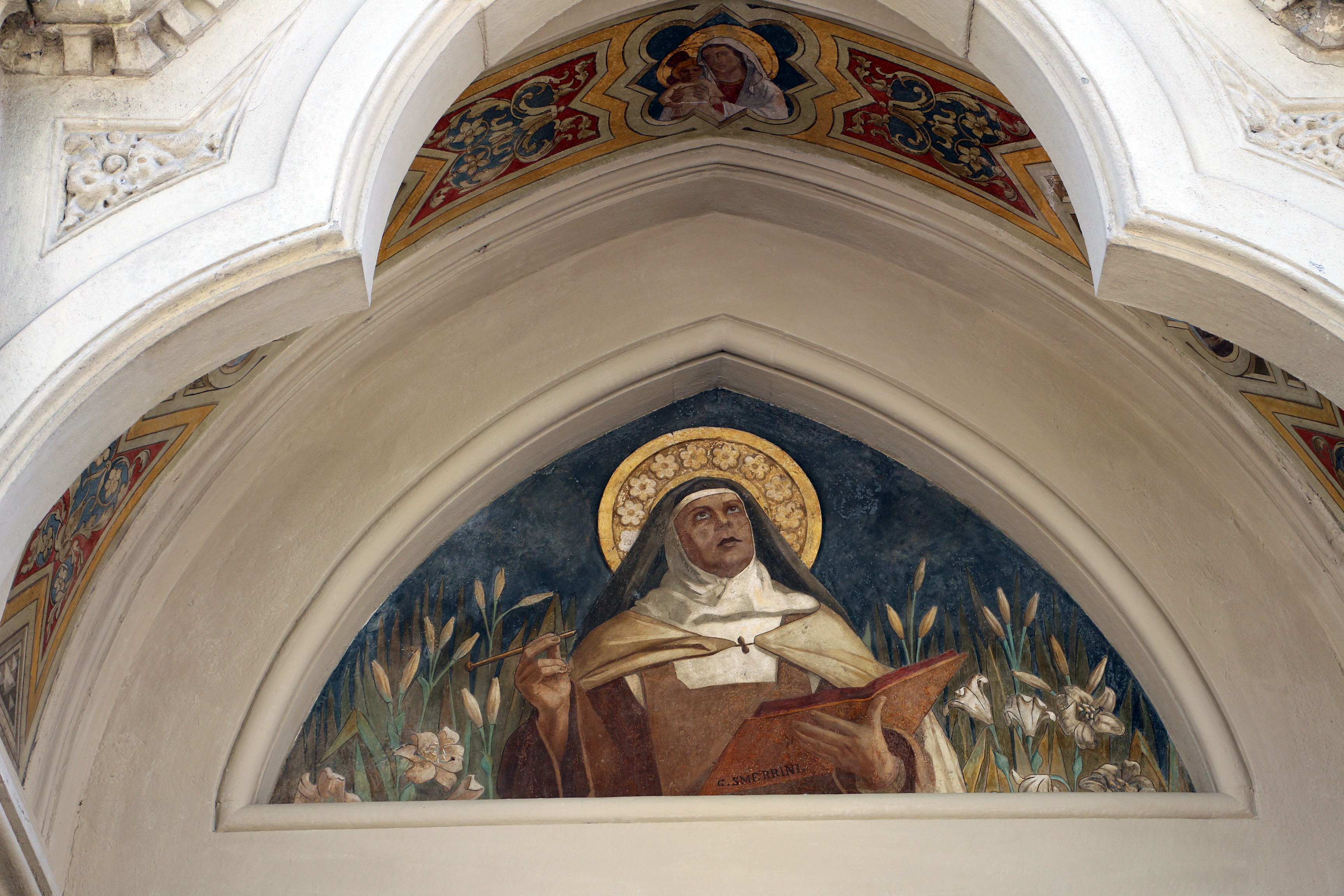
Lunetta del portale
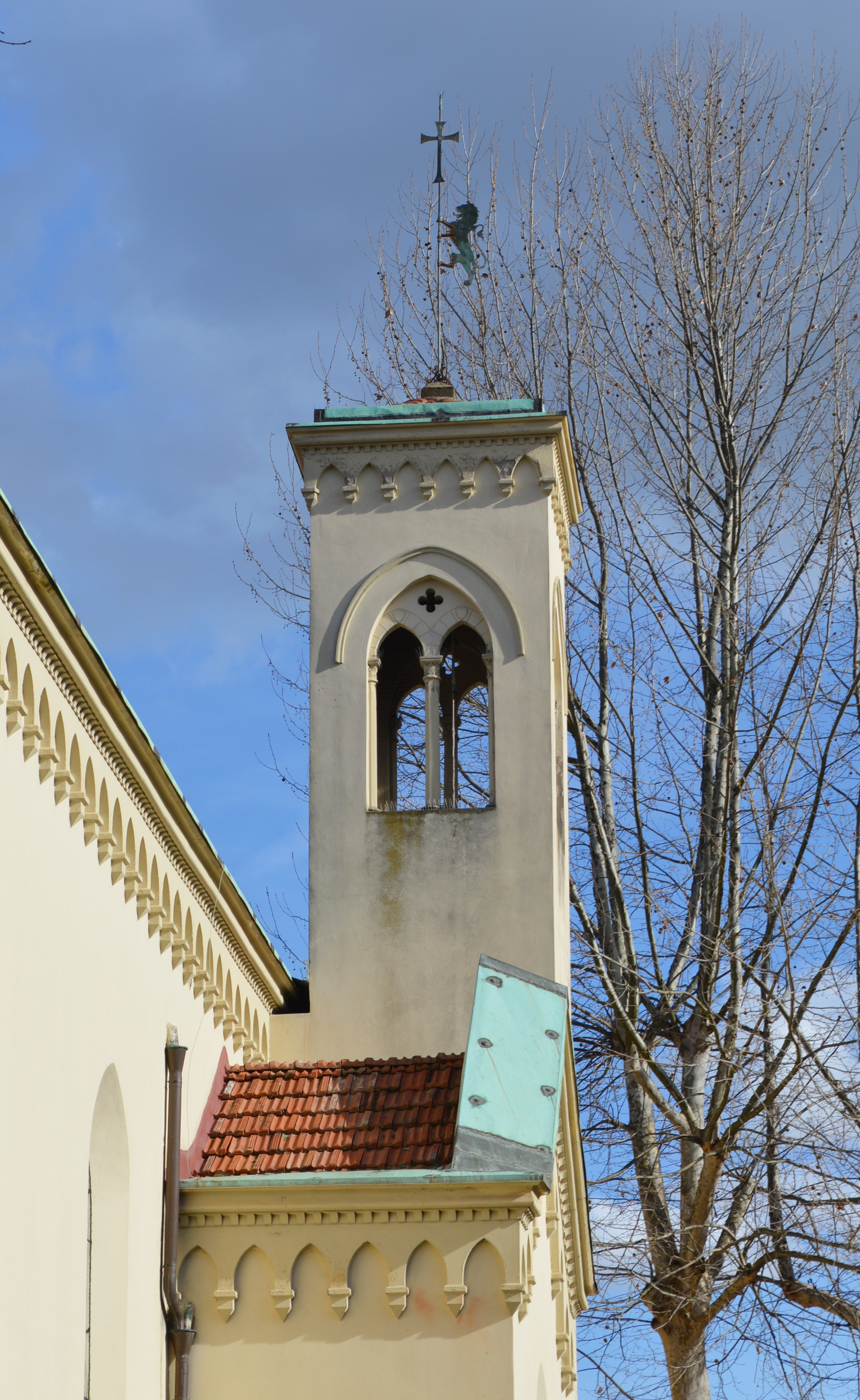
Campanile
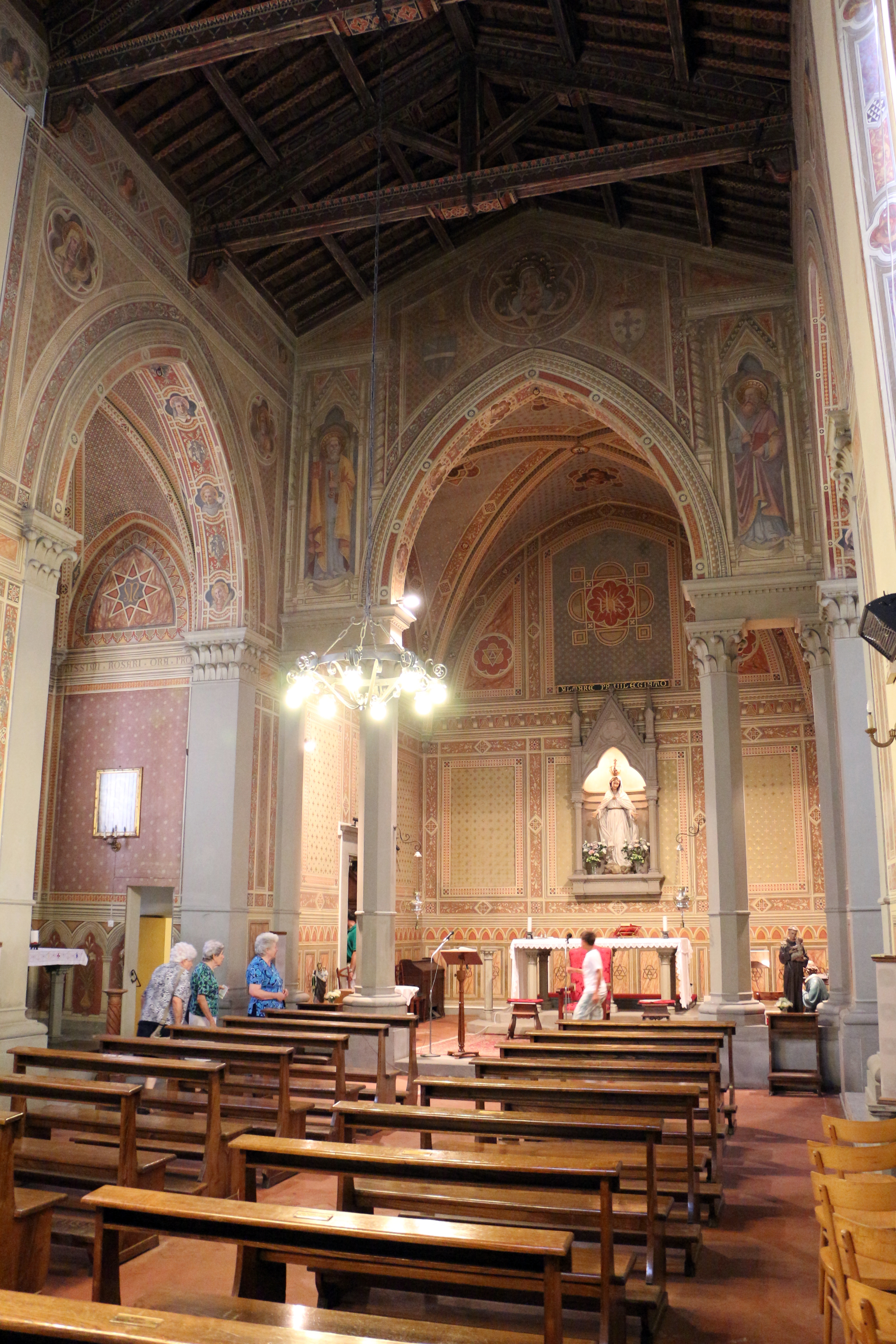
Interno